# Pierrot (collection)
Ne doit pas être confondu avec Pierrot (périodique).
Pierrot est le nom d'une collection de courts romans d'aventure publiés par les éditions de Montsouris entre 1941 et 1951. 
Comprenant 61 volumes destinées à un public plutôt masculin, elle tire son titre du magazine pour la jeunesse Pierrot du même éditeur publié de 1925 à 1957. Tous les volumes sont agrafés au format 17 x 12 cm et sont illustrés en noir et blanc. La couverture est en couleurs. 
Parmi les nombreux auteurs, on peut citer Henri Suquet, Paluel-Marmont, Jean Mauclère et Maria de Crisenoy.

## Titres
1. Mademoise le Viarme a disparu de Paul Guyot, illustrations de Ferraz
2. Le Filleul du Transsaharien de Paluel-Marmont, illustrations de Jacques Souriau, 1941
3. La Main qui saisit d'Henri Suquet, illustrations de Georges Marjollin
4. Indicatif B-16 de Jean Mauclère, illustrations de Carles Fontserè
5. La Gabardine bleue d'Emmanuel Grospélier, illustrations de Alag
6. Perdus dans les glaces de Paluel-Marmont, illustrations de Jacques Souriau
7. Ploum et Ploc, mousses détectives d'Henri Suquet, illustrations de Georges Marjollin
8. Le Mystérieux Visiteur de Claude Renaudy, illustrations de Raymond Cazanave
9. Les Trésors d’Artaban de Jacques Soubrier, illustrations de Jacques Souriau
10. Monsieur Espérance d'Emmanuel Grospélier, illustrations de Alag
11. L'Émeraude du roi des Phosphates de Guy O'Pol, illustrations de Georges Marjollin
12. L'Amulette de cuir rouge de Jean Voussac, illustrations de Jacques Souriau
13. L'Ombre jaune d'André Bourges, illustrations de Jacques Souriau
14. Le Rayon du sommeil d'Henri Suquet, illustrations de Georges Marjollin
15. Les Monts en feu d'Emmanuel Grospélier, illustrations de Ferraz
16. Le Diable blanc de Jean Gauvain, illustrations de Alag
17. L’Étrange Odyssée de René de J. André, illustrations de Jacques Souriau
18. Mahdi, lion de cinéma de Jean Miroir, illustrations de Georges Marjollin]
19. L'Anneau du Caraïbe de Jean Mauclère, illustrations de Alag
20. Le Secret de Castel-Roc de J. André, illustrations de Ferraz
21. Dans la roue du Moulin d'Henri Suquet, illustrations de Jacques Souriau
22. Le Mystère de la salle blindée de B. Laurence, illustrations de Georges Marjollin
23. L'Équipe Mirliton d'Emmanuel Grospélier, illustrations de Alag
24. Les Trois Triangles d'émail d'Henri Suquet, illustrations de Alag
25. L'Astre rouge de Roger Trubert, illustrations de Jacques Souriau
26. Un carrousel chez les Papous de Jean Miroir, illustrations de Georges Marjollin
27. La Main d'or d'Emmanuel Grospélier, illustrations de Robert Velter
28. SOS pétrolier P.27 d'Henri Suquet, illustrations de Lemonnier
29. La Boîte de Pandore d'Emmanuel Grospélier, illustrations de Alag, 1946
30. Maillerine l'endormie de R. Petit, illustrations de Jacques Souriau
31. Des pas dans la nuit de Oscar Gilles, illustrations de Boris
32. Le Mousse du Dogger-Bank de Jean Mauclère, illustrations de Jacques Souriau
33. Chasse à l'homme dans les glaces de Noël Tani, illustrations de Serguy
34. Les Bandits du Grand Mornant de Maria de Crisenoy, illustrations de Y. Hauser, 1946
35. La Guerre des Mayas d'André-F. Boisson, illustrations de M.A. Schlicklin, 1946
36. Mémoires d'un petit navire de Paluel-Marmont, illustrations de Mme Paluel Marmont, 1946
37. La Dix-septième Perle d'Emmanuel Grospélier, illustrations de Maitrejean
38. Torpillés ! de Maria de Crisenoy, illustrations de Decomble, 1946
39. Dréah, prince hindou de Paul Cervières, illustrations de M. Roland-Marcel
40. Le Gris-gris malgache de Jean Miroir, illustrations de Y.Hauser
41. Woluka, l'intrépide de René de Luc, illustrations de Janin
42. L'Extraordinaire Croisière du Neptune de André F. Boisson
43. L'Imposture de Maria de Crisenoy, illustrations de Claude Henri
44. Le Filleul de Jean Bart de Jean Demais, illustrations de Georges Marjollin
45. Il était un berger d'Hélène Colomb, illustrations de M. Roland-Marcel, 1947
46. Le Gisement de Whiteland d'André d'Elbauve, 1947
47. Un aviateur de 14 ans de Robert Collard, illustrations de Mixi
48. Le Drame des Mimosas de Maria de Crisenoy, illustrations de Georges Marjollin, 1947
49. La Famille Tour-du-Monde de Jean Demais, illustrations de A.Jourcin
50. Jean-Paul, journaliste d'Emmanuel Grospélier, illustrations de Mixi
51. À la poursuite du diamant vert de Paul Loysel, illustrations de Raymond Cazanave, 1948
52. On a enlevé le grand Lama de Noël Tani, illustrations de M. Renard, 1948
53. Les Diamants du squatter de René de Luc, illustrations de Lemonnier
54. Âme d'Islam de Paul Cervières, illustrations de M. Deligne
55. L'Homme en gris de Maria de Crisenoy, illustrations de Maitrejean
56. Le Sorcier blanc de Jean Miroir, illustrations de Roger Bussemey, 1949
57. Chasseurs d'images d'André-F. Boisson, illustrations de P. Soymter
58. Explorateurs du ciel de Paluel-Marmont, illustrations de Roger Bussemey, 1949
59. Le Gnome aux yeux de chat de Jean Miroir, illustrations de Georges Marjollin, 1950
60. L'Or de Gold-City de Roland de Montaubert, illustrations de Duteurtre
61. L'Auto fantôme d'A. V. de Walle, illustrations d'Henri Faivre